# Stasina lucasi
Stasina lucasi är en spindelart som beskrevs av Bryant 1940. Stasina lucasi ingår i släktet Stasina och familjen jättekrabbspindlar.
Artens utbredningsområde är Kuba. Inga underarter finns listade i Catalogue of Life.